# Mirco Gualdi
Mirco Gualdi (Alzano Lombardo, 7 luglio 1968) è un ex ciclista su strada italiano.
Nel 1990 da dilettante si è laureato campione del mondo su strada, vincendo la prova in linea a Utsunomiya in Giappone, è stato poi professionista dal 1993 al 2000.

## Carriera
Dopo sei stagioni da dilettante in cui diventa campione del mondo su strada il 1º settembre del 1990 e in cui partecipa ai Giochi olimpici di Barcellona nel 1992, passa professionista nel 1993 in maglia Lampre-Polti.
In otto anni di professionismo si distingue come buon gregario e vince poche gare, tra cui spicca però il successo di tappa a Verona al Giro d'Italia 1997. In quegli anni colleziona una sfortunata serie di infortuni che lo tengono lontano per parecchio tempo dalle corse, e dopo l'ennesimo infortunio avvenuto nel 2000 è costretto a ritirarsi dalle corse.

## Palmarès
- 1990 (Dilettanti)

Trofeo Alcide De Gasperi
Campionati del mondo, Prova in linea Dilettanti
Gran Premio Industria e Commercio di San Vendemiano
tappa Peschiera del Garda - Baselga di Pinè Giro d'Italia dilettanti
- 1991 (Dilettanti)

Gran Premio Industria Commercio Artigianato Carnaghese
- 1992 (Dilettanti)

Gran Premio Industria e Commercio di San Vendemiano
- 1993

4ª tappa Tour de Pologne
- 1997

7ª tappa Giro del Messico
17ª tappa Giro d'Italia (Dalmine > Verona)

## Piazzamenti

### Grandi Giri
- Giro d'Italia

1994: ritirato (14ª tappa)
1997: 62º
1998: 66º
1999: ritirato (2ª tappa)
2000: 40º
- Tour de France

1996: 43º
1997: ritirato (9ª tappa)
- Vuelta a España

1993: ritirato (16ª tappa)
1995: ritirato (16ª tappa)
1998: 21º

### Classiche monumento
- Milano-Sanremo

1997: 18º
2000: 44º
- Giro delle Fiandre

1994: 80º
- Liegi-Bastogne-Liegi

1997: 93º
1998: 86º
- Giro di Lombardia

1998: 26º

### Competizioni mondiali
- Campionati del mondo

Casablanca 1986 - In linea Juniores: 4º
Chambéry 1989 - In linea Dilettanti: 15º
Utsunomiya 1990 - In linea Dilettanti: vincitore
Stoccarda 1991 - In linea Dilettanti: 9º
- Giochi olimpici

Barcellona 1992 - Prova in linea: 71º

## Riconoscimenti
- Premio Italia dilettanti nel 1990
- Medaglia d'Oro al Valore Atletico della Repubblica Italiana
- Stella d'oro CONI al Merito Sportivo